# Doença de Menkes

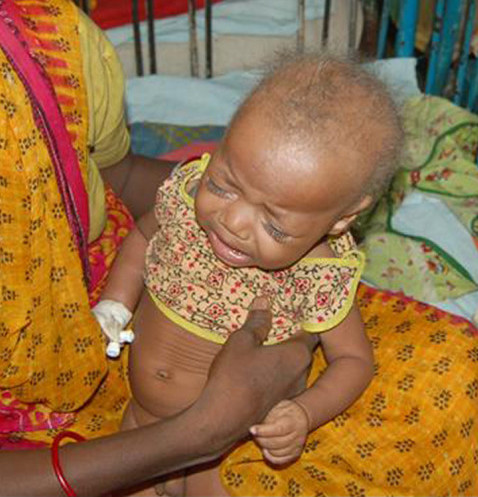
Criança com doença de Menkes, mostrando sintomas típicos.

A doença de Menkes, síndrome de Menkes, síndrome dos cabelos encarapinhados, descrita primeiramente por John Hans Menkes em 1962, é uma doença hereditária que afeta os níveis de cobre no organismo, causando carência do cobre (Cu). O locus envolvido é na região Xp11-Xq11; é bastante mais comum nos homens do que nas mulheres.
A síndrome geralmente começa durante a infância e é caracterizado por cabelo frágil, áspero e escasso, problemas de desenvolvimento, deterioração do sistema nervoso, fraqueza muscular e atraso mental. Também são características da doença, deformações nas artérias cerebrais e nas metáfises dos ossos longos.<ref name="Bankier1995">
Em casos raros os sintomas começam mais tarde e são menos graves.